# Eumedonus
Eumedonus is een geslacht van kreeftachtigen uit de klasse van de Malacostraca (hogere kreeftachtigen).

## Soorten
- Eumedonus brevirhynchus D. G. B. Chia & Ng, 2000
- Eumedonus intermedius D. G. B. Chia & Ng, 2000
- Eumedonus niger H. Milne Edwards, 1834
- Eumedonus vicinus Rathbun, 1918
- Eumedonus zebra Alcock, 1895